# Avid

Logotypen för Avid

Avid är ett amerikanskt bolag som utvecklar hård- och mjukvara för mediaproduktion. Mjukvara som Avid utvecklar är bland annat ljud- och musikproduktionsprogrammet Pro Tools samt videoredigeringsprogrammet Media Composer. Avids huvudkontor ligger i Boston, USA. Bolaget grundades 1987 och hade 2009 en omsättning på 629 miljoner dollar.